# Cordilita-(Ce)
La cordilita-(Ce) és un mineral de la classe dels carbonats que pertany al grup de la cordilita. Rep el seu nom del grec κορδύ, en al·lusió a la forma del seus cristalls, i de la terra rara dominant a la seva composició química, el ceri.

## Característiques
La cordilita-(Ce) és un carbonat de fórmula química NaBaCe₂(CO₃)₄F. És l'anàleg amb ceri de la cordilita-(La). Cristal·litza en el sistema hexagonal. La seva duresa a l'escala de Mohs és 4,5.
Segons la classificació de Nickel-Strunz, la cordilita-(Ce) pertany a «05.BD: Carbonats amb anions addicionals, sense H₂O, amb elements de terres rares (REE)» juntament amb els següents minerals: lukechangita-(Ce), zhonghuacerita-(Ce), kukharenkoïta-(Ce), kukharenkoïta-(La), cebaïta-(Ce), cebaïta-(Nd), arisita-(Ce), arisita-(La), bastnäsita-(Ce), bastnäsita-(La), bastnäsita-(Y), hidroxilbastnäsita-(Ce), hidroxilbastnäsita-(Nd), hidroxilbastnäsita-(La), parisita-(Ce), parisita-(Nd), röntgenita-(Ce), sinquisita-(Ce), sinquisita-(Nd), sinquisita-(Y), thorbastnäsita, bastnäsita-(Nd), horvathita-(Y), qaqarssukita-(Ce) i huanghoïta-(Ce).

## Formació i jaciments
Es troba en filons pegmatítics en nefelina-sienita. Va ser descoberta a la pegmatita de Narsaarsuk, a l'altiplà de Narsaarsuk, a Igaliku (Groenlàndia). Sol trobar-se associada a altres minerals com: sinquisita-(Ce), neptunita o aegirina.